# Mihály Huszka
Mihály Huszka (ur. 2 czerwca 1933 w Csongrádzie, zm. 9 grudnia 2022 w Houston) – węgierski sztangista.

## Kariera sportowa
Dwukrotny olimpijczyk (1960, 1964), dwukrotny wicemistrz świata (1962–1963) oraz dwukrotny wicemistrz Europy (1962–1963) w podnoszeniu ciężarów. Startował w wadze lekkiej (do 67,5 kg) oraz średniej (do 75 kg).

## Osiągnięcia

### Letnie igrzyska olimpijskie
- Rzym 1960 – 6. miejsce (waga lekka)
- Tokio 1964 – 6. miejsce (waga średnia)

### Mistrzostwa świata
- Budapeszt 1962 –  srebrny medal (waga średnia)
- Sztokholm 1963 –  srebrny medal (waga średnia)
- Tokio 1964 – 6. miejsce (waga średnia) – mistrzostwa rozegrano w ramach zawodów olimpijskich

### Mistrzostwa Europy
- Budapeszt 1962 –  srebrny medal (waga średnia)
- Sztokholm 1963 –  srebrny medal (waga średnia)